# Jakob Dybdal Abrahamsen
Jakob Dybdal Abrahamsen (Aarhus, 29 de julho de 1994 é um atleta corredor de obstáculos dinamarquês conhecido por disputar provas em várias disciplinas de atletismo diferentes, mas sua disciplina principal são os 3000 metros com obstáculos. Durante toda sua carreira disputou pelo clube polidesportivo Aarhus 1900.

## Biografia
Com Laust Bengtsen como treinador no Aarhus 1900 e o ex-corredor de elite na corrida com obstáculos de 3.000 metros, Peder Troldborg como assistente, Jakob Dybdal Abrahamsen começou a gostar de correr e saltar.
Dybdal cresceu em uma família feliz por correr, onde as duas irmãs e seus pais, Lone Dybdal e Keld Abrahamsen, foram extremamente ativos na orientação para o atletismo.
Jakob Dybdal começou o atletismo em 2012 depois de ter feito orientação durante a maior parte da vida. Sua primeira competição foi de 1500 metros em Marselisborghallen em janeiro de 2012.
Nos anos de 2014-2018, Dybdal estudou Gestão Esportiva e Negócios nos Estados Unidos na Eastern Kentucky University. Durante esses anos, ele também representou a equipe de atletismo da universidade no cross country e participou várias vezes nas prestigiosas finais da NCAA para times universitários.

## Carreira

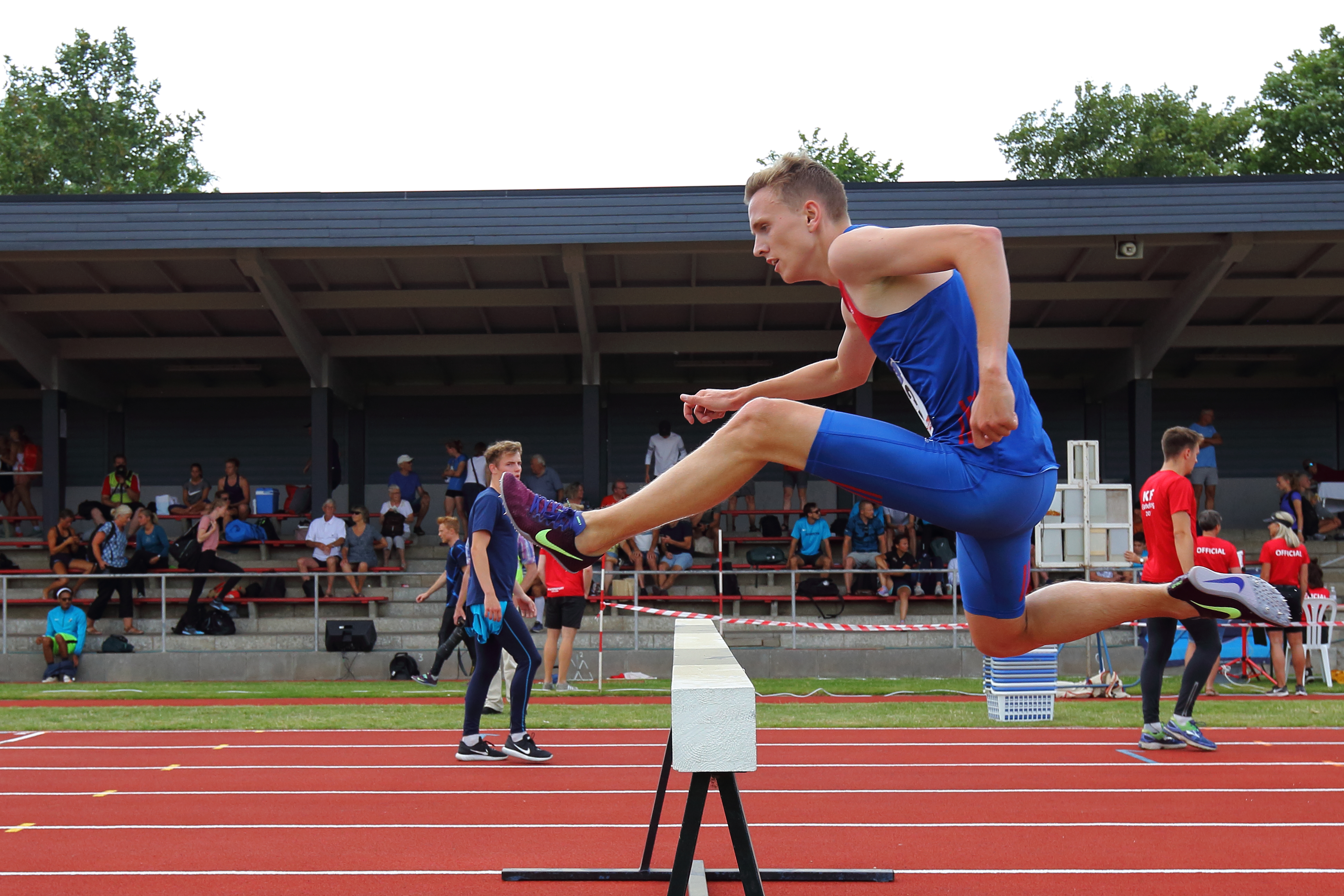
Jakob Dybdal Abrahamsen no Campeonato Dinamarquês na pista de obstáculos de 3.000 metros em 2019.

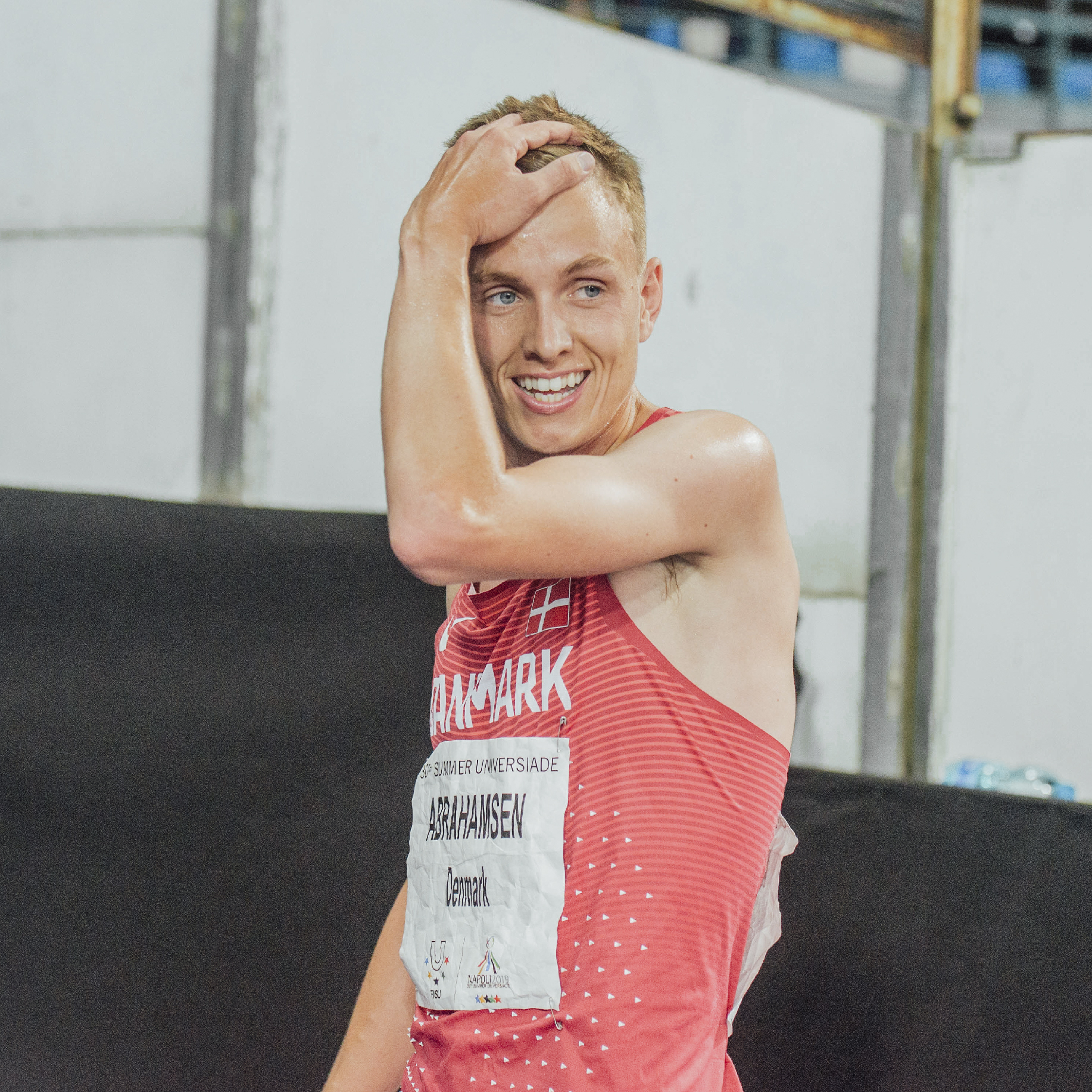
Jakob Dybdal se classificou para as finais nos 3.000 metros com barreiras e nos 5.000 metros na Universidade em 2019.

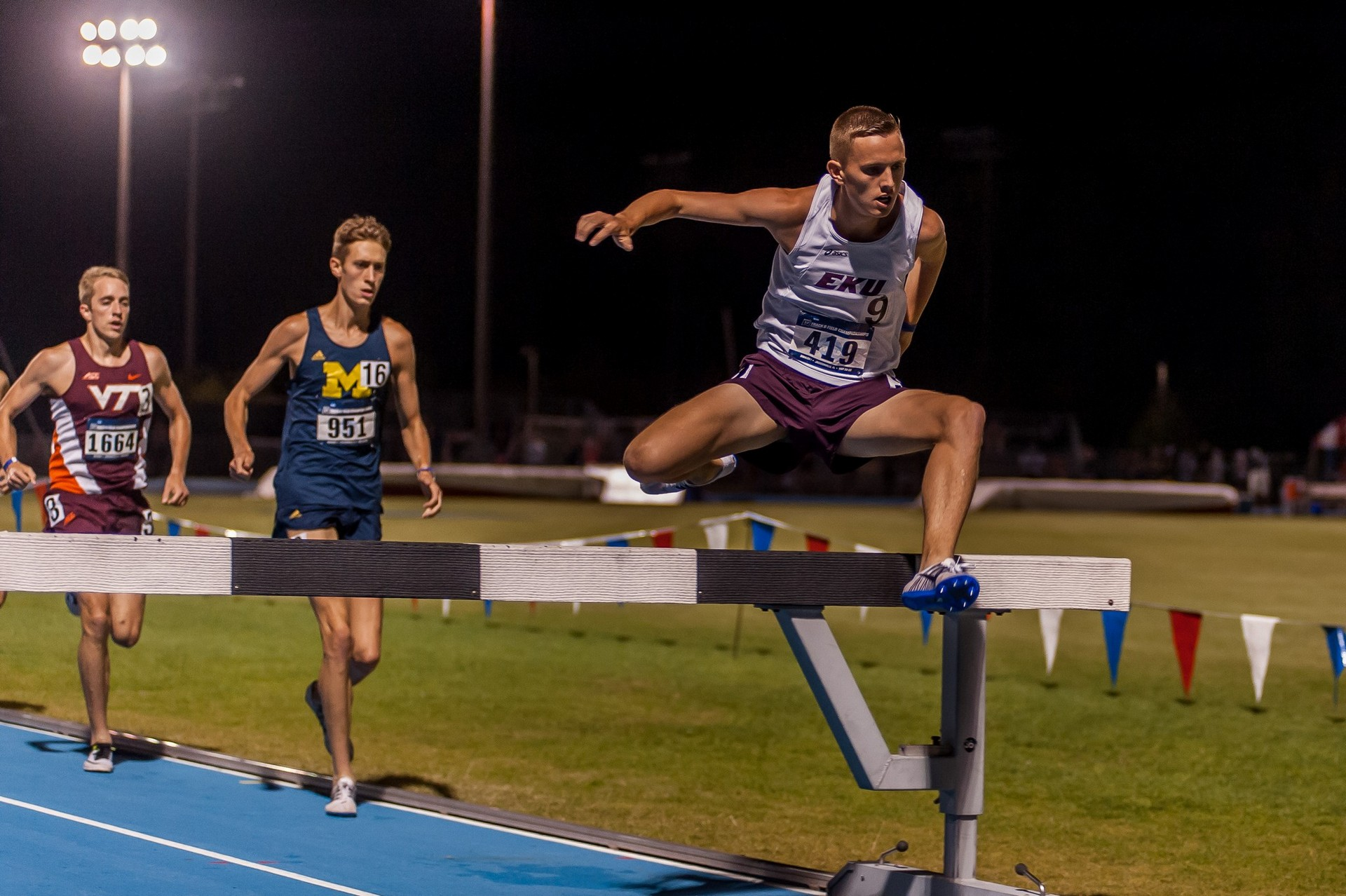
Jakob Dybdal Abrahamsen nos Regionais na Flórida, onde mantém seu recorde pessoal e se qualifica para o NCAA em 2016.

Jakob Dybdal tem uma carreira com muitas medalhas. Dybdal já representou a seleção dinamarquesa várias vezes.
A temporada de 2019 foi boa para Jakob, que conquistou a prata no Campeonato Dinamarquês 10 km à frente de Abdi Ulad e apenas derrotado por Thijs Nijhuis. Ele se classificou para as finais nos 3.000 metros com barreiras e nos 5.000 metros na Universiade em Nápoles, Itália. Ele venceu seu primeiro campeonato sênior dinamarquês nos 3000 metros com barreiras e foi selecionado para o Campeonato Europeu de Atletismo por Equipe em Varazdin, Croácia. Jakob corre durante os mágicos 40 minutos na Corrida Hermitage e chega em segundo. No outono ele se qualificou para seu primeiro NM sênior no cross country, que aconteceu em Vierumäki, Finlândia.
Entre 2017 e 2018 foram um período flutuante com várias lesões. No entanto, Jakob conseguiu várias sub-9 e sub-15. Um bom campo de treinamento no Quênia ajudou a garantir a ele uma grande Cruz da Copa do Mundo em sua cidade natal Aarhus, Dinamarca, onde ele foi o quarto melhor dinamarquês na rota montanhosa no Museu de Moesgaard.
Em 2016, ele foi selecionado para seu primeiro Campeonato Europeu de Atletismo para seniores em Amsterdã, na Holanda. No mesmo ano Dybdal conquistou o tempo de 8.34.04 que deu a ele o status de All-American no NCAA em Eugene.
Na temporada de 2015, quando Jakob se classificou para o atletismo EC-U23 nos 3.000 metros com barreiras em Tallinn, Estônia, uma bela carreira esportiva começou nos EUA. Ainda em 2015 no Payton Jordan Invitational e no Virginia Challenge esteve entre os destaques do tempo na EKU.

## Competições
NM U23 Athletics Jakob representou a Dinamarca no campeonato nórdico para a classe U23 em Østerbro, Dinamarca em 2014 onde Jakob levou a prata após o norueguês Harald Kårbø.
EC U20 Athletics Dybdal representou a Dinamarca no Campeonato Europeu para a classe Sub-20 em Rieti, Itália em 2013 na pista de obstáculos de 3.000 metros, onde terminou em sexto no novo recorde dinamarquês Júnior DUR : 8: 59,56.
NM U20 Atletik Jakob representou a Dinamarca nos seguintes campeonatos nórdicos para a classe U20: Espoo, Finlândia em 2013, onde ganhou o ouro em corridas de obstáculos de 5000 metros e 3000 metros, e em Växjö na Suécia em 2012 onde ganhou ouro nos 5000 metros e prata nos 3000 metros com barreiras.
Campeão da Europa Clubs Cup Cross Country também conhecido como ECCC XC, Jakob participou da competição em Castellón, Espanha em 2013, onde conquistou a medalha de bronze na classe júnior.
EC U20 Cross Race Dybdal representou a Dinamarca nos seguintes campeonatos europeus de cross country para a classe Sub-20: Belgrado, Sérvia em 2013, onde ele acaba em uma queda dramática logo após o início da corrida e é atingido por vários competidores e sapatos em seu corpo onde ele termina em 82º lugar, e Budapeste, Hungria em 2012 onde Jakob entra em um 62º lugar, e a equipe dinamarquesa consegue assim um 9º lugar entre 21 nações.
NM U20 Cross Race Jakob representou a Dinamarca nos seguintes campeonatos nórdicos de cross country para a classe Sub-20: Reykjavik, Islândia em 2013, onde ficou em 7º lugar, o que ajudou a garantir o ouro da equipe dinamarquesa Sub-20, e Tårnby, Dinamarca em 2012, onde terminou em terceiro após o Norueguês Ferdinand Kvan Edman e o sueco Napoleon Solomon.
Títulos Honorários Nacionais e Regionais dos EUA:
Cross Country - NCAA Championship Participant (2014); All-OVC, First Team (2014); All-OVC, segunda equipe (2016, 2015).
Pista Outdoor - Second Team All-American, 3.000 metros com obstáculos (2016); Qualificador Regional (2017, 2016, 2015); Atleta Masculino do Ano em Pista Exterior OVC (2016); OVC Outdoor Freshman of the Year (2015).